# Шварц, Джейден
Джейден Шварц (англ. Jaden Schwartz; 25 июня 1992, Мелфорт, Саскачеван, Канада) — канадский хоккеист, левый нападающий клуба НХЛ «Сиэтл Кракен». Обладатель Кубка Стэнли (2019).

## Карьера
12 марта 2012 года Шварц подписал контракт новичка с клубом НХЛ «Сент-Луис Блюз». В связи с травмой основного нападающего «Блюз» Энди Макдональда, спустя неделю пребывания в основном составе команды, Джейдену была предоставлена возможность дебютировать в НХЛ. Дебют Шварца в НХЛ состоялся 17 марта 2012 года в матче против «Тампа-Бэй Лайтнинг», в том матче он играл во втором звене вместе с Джейми Лангенбруннером и Патриком Берглундом. В первом же своём матче Джейден забил гол в ворота голкипера «молний» Дуэйна Ролосона.
27 сентября 2014 года Шварц подписал с «блюзменами» контракт на 2 года и общую сумму $4,7 млн.
В сезоне 2014/15 он сменил свой номер с 9 на 17 в память о своей сестре Мэнди, которая умерла от лейкемии, она также играла в хоккей под 17 номером за Йельский университет.
В сезоне 2015/16 «Сент-Луис» подписал новый контракт с Шварцом на 5 лет на общую сумму $26,75 млн, тем самым избежав арбитража.

## Статистика
| Легенда | Легенда                    | Легенда | Легенда                   | Легенда | Легенда    |
| ------- | -------------------------- | ------- | ------------------------- | ------- | ---------- |
| И       | Количество проведённых игр | Штр     | Штрафное время            | +/−     | Плюс-минус |
| Г       | Голы                       | П       | Голевые передачи          | О       | Очки       |
| -       | Статистика неизвестна      | —       | Статистика не учитывалась |         |            |